# Mike Brown (baloncestista de 1963)
Michael «Mike» Brown (Newark, Nueva Jersey; 19 de julio de 1963) es un exjugador y entrenador de baloncesto estadounidense que disputó once temporadas en la NBA, además de jugar en la liga italiana, la liga ACB y la liga griega. Con 2,06 metros de estatura, lo hacía en la posición de ala-pívot.

## Trayectoria deportiva

### Universidad
Jugó durante cuatro temporadas con los Colonials de la Universidad George Washington, en las que promedió 17,3 puntos y 10,5 rebotes por partido. En sus cuatro años en el equipo fue incluido en los mejores quintetos de la Atlantic Ten Conference, las dos primeras en el segundo y las dos últimas en el primero. fue el líder en rebotes de la conferencia en sus tres últimas temporadas.

### Profesional
Fue elegido en la sexagésimo novena posición del Draft de la NBA de 1985 por Chicago Bulls, pero su primera temporada profesional la pasó en el Filanto Desio, donde promedió 21,8 puntos y 12,1 rebotes por partido.
Antes del comienzo de la temporada 1986-87 fichó finalmente por los Bulls, donde jugó dos temporadas, siendo la mejor de ellas la segunda, en la que promedió 4,3 puntos y 3,5 rebotes por partido.
Entró en el Draft de Expansión de la NBA de 1988 por la llegada a la liga de nuevos equipos, siendo elegido por los Charlotte Hornets, quienes lo traspasaron a Utah Jazz a cambio de los derechos sobre Kelly Tripucka. En el equipo mormón jugó cinco temporadas, siendo la más productiva la 91-92, en la que promedió 7,7 puntos y 5,8 rebotes por partido.
Al término de la temporada 1992-93 fue traspasado a los Minnesota Timberwolves a cambio de Felton Spencer. En su primera temporada compartió titularidad en el puesto de pívot con Luc Longley, acabando con unos promedios de 3,6 puntos y 5,5 rebotes por partido. Al año siguiente regresó a Italia para fichar por el Fortitudo Bologna, donde únicamente jugó cuatro partidos en los que promedió 12 puntos y 7 rebotes, antes de fichar como agente libre de vuelta en su país por los Philadelphia 76ers, con los que jugó nueve partidos en los que promedió 2,9 puntos y 4,1 rebotes.
Al año siguiente volvió a la liga italiana para jugar con el Viola Reggio Calabria, donde jugó dos temporadas, interrumpidas ambas con sendos fichajes temporales con los Phoenix Suns, promediando en total 12,9 puntos y 10,2 rebotes por partido.
En 1998 entra por el lesionado Ron Curry en el Cantabria Lobos de la liga ACB, pero juega úinicamente un partido antes de la recuperación de Curry. Tras pasar por el Olympiacos griego, regresa a la liga española, para jugar con el Bàsquet Manresa y posteriormente con el Club Ourense Baloncesto, promediando finalmente en la liga española 6,6 puntos y 7,1 rebotes por partido.

### Entrenador
Tras dejar el baloncesto en activo, fue entrenador asistente durante dos temporadas de los Roanoke Dazzle de la NBA D-League, hasta que en 2004 se convirtió en el entrenador principal de los Fayetteville Patriots, en 2008 firmó como asistente de los Chicago Bulls.

## Estadísticas de su carrera en la NBA

### Temporada regular
| Año     | Equipo       | PJ  | PT  | MPP  | %TC  | %3P  | %TL  | RPP | APP | ROB | TPP | PPP |
| ------- | ------------ | --- | --- | ---- | ---- | ---- | ---- | --- | --- | --- | --- | --- |
| 1986-87 | Chicago      | 62  | 3   | 13.2 | .527 | —    | .639 | 3.5 | .4  | .3  | .1  | 4.2 |
| 1987-88 | Chicago      | 46  | 27  | 12.8 | .448 | .000 | .577 | 3.5 | .6  | .2  | .1  | 4.3 |
| 1988-89 | Utah         | 66  | 16  | 15.9 | .419 | —    | .708 | 3.9 | .6  | .4  | .3  | 4.5 |
| 1989-90 | Utah         | 82  | 0   | 17.0 | .515 | .500 | .789 | 4.5 | .6  | .4  | .3  | 6.2 |
| 1990-91 | Utah         | 82  | 2   | 17.0 | .454 | —    | .742 | 4.1 | .6  | .4  | .3  | 4.8 |
| 1991-92 | Utah         | 82  | 1   | 21.7 | .453 | .000 | .667 | 5.8 | 1.0 | .5  | .4  | 7.7 |
| 1992-93 | Utah         | 82  | 21  | 18.9 | .430 | .000 | .689 | 4.8 | .8  | .4  | .3  | 5.7 |
| 1993-94 | Minnesota    | 82  | 40  | 23.4 | .427 | .000 | .653 | 5.5 | .9  | .6  | .4  | 3.6 |
| 1994-95 | Minnesota    | 27  | 0   | 7.9  | .250 | .000 | .556 | 1.7 | .4  | .3  | .0  | 1.3 |
| 1995-96 | Philadelphia | 9   | 1   | 18.0 | .563 | —    | .471 | 4.1 | .3  | .3  | .2  | 2.9 |
| 1996-97 | Phoenix      | 6   | 1   | 13.6 | .417 | —    | .600 | 4.2 | .8  | .2  | .2  | 2.7 |
| Total   | Total        | 626 | 112 | 17.5 | .455 | .125 | .690 | 4.4 | .7  | .4  | .3  | 5.0 |

### Playoffs
| Año   | Equipo  | PJ | PT | MPP  | %TC  | %3P | %TL  | RPP | APP | ROB | TPP | PPP |
| ----- | ------- | -- | -- | ---- | ---- | --- | ---- | --- | --- | --- | --- | --- |
| 1987  | Chicago | 1  | 0  | 3.0  | .000 | —   | —    | .0  | .0  | 1.0 | .0  | .0  |
| 1988  | Chicago | 1  | 0  | 4.0  | —    | —   | .500 | .0  | 1.0 | 1.0 | .0  | 1.0 |
| 1989  | Utah    | 2  | 1  | 5.5  | .000 | —   | —    | 1.0 | .0  | .0  | .0  | .0  |
| 1990  | Utah    | 5  | 0  | 13.4 | .467 | —   | .800 | 2.0 | .6  | .2  | .2  | 3.6 |
| 1991  | Utah    | 9  | 0  | 24.8 | .482 | —   | .842 | 7.3 | .6  | .3  | .1  | 9.6 |
| 1992  | Utah    | 16 | 0  | 17.1 | .400 | —   | .780 | 4.1 | .7  | .1  | .1  | 5.8 |
| 1993  | Utah    | 5  | 0  | 18.6 | .520 | —   | .636 | 3.2 | .4  | .0  | .2  | 6.6 |
| 1997  | Phoenix | 4  | 0  | 6.8  | .400 | —   | .875 | 1.0 | .3  | .0  | .0  | 2.8 |
| 1998  | Phoenix | 1  | 0  | 1.0  | —    | —   | —    | .0  | .0  | .0  | .0  | .0  |
| Total | Total   | 44 | 1  | 16.0 | .441 | —   | .790 | 3.7 | .5  | .2  | .1  | 5.5 |